# BEAT GOES ON (Bon-Bon Blancoのアルバム)
『BEAT GOES ON』（ビート・ゴーズ・オン）は、Bon-Bon Blancoの1枚目のアルバム。

## 内容
11曲中8曲は佐々木美和の作詞による。「LIVE」は元ZYYGの高山征輝による唯一の提供曲である。

## 批評
『CDジャーナル』は「サントス・アンナのポジティブなパワフル歌唱を活かしながらラテン・コンセプトとアイドル・ポップスの融合に成功している」と評した。

## 収録曲
1. この手につかんだ未来地図（ストーリー）
作詞：佐々木美和　作曲・編曲：小澤正澄
2. だいじょうぶ!! my friend
作詞：佐々木美和　作曲・ホーンアレンジ：徳永暁人　編曲：DJ ME-YA
3. LIVE
作詞：凛々　作曲：高山征輝　編曲：林良
4. 涙のハリケーン
作詞：佐々木美和　作曲：徳永暁人　編曲：清水俊也
5. The sea of the time
作詞：小田佳奈子　作曲・編曲：大島こうすけ
6. だって、女の子なんだもん!
作詞：佐々木美和　作曲・編曲：小澤正澄
7. White
作詞：佐々木美和　作曲：輝門　編曲：大島こうすけ
8. 世界の始まりのように
作詞：佐々木美和　作曲：大島こうすけ、編曲：DJ ME-YA
9. mysteryous Heaven
作詞：Tomo Minami　作曲・編曲：大島こうすけ
10. 愛 WANT YOU!!
作詞：佐々木美和　作曲・編曲：大島こうすけ
11. 愛のナースカーニバル
作詞：佐々木美和　作曲：大島こうすけ　編曲：night clubbers

## 参加ミュージシャン
- 小澤正澄 - ギター
- 後藤康二 - ギター
- 増崎孝司（DIMENSION） - ギター
- 八木のぶお - ハーモニカ
- 岩田見希 - コーラス
- 宇徳敬子 - コーラス
- 高島信二 - コーラス